# Indywidualne mistrzostwa świata juniorów w speedrowerze
Indywidualne mistrzostwa świata juniorów w speedrowerze (ang. World Junior Individual Cycle Speedway Championship) – turniej wyłaniający najlepszego zawodnika do 18. roku życia w speedrowerze. Prowadzony jest przez Międzynarodową Federację Speedrowerową. Pierwsze mistrzostwa odbyły się w 1991 roku w Anglii.

## Medaliści
| Rok  | Miejsce     | Złoto              | Srebro              | Brąz                | Źr.   |
| ---- | ----------- | ------------------ | ------------------- | ------------------- | ----- |
| 1991 | Grays       | Andrew Jackson     | Jamie Hall          | Chris Gregory       | [ 1 ] |
| 1995 | Poole       | Shaun Ellis        | Mike Share          | Matthew Gentle      | [ 1 ] |
| 1997 | Salisbury   | Gavin Wheeler      | David Dissel        | Tomasz Walkowiak    | [ 1 ] |
| 1999 | Poole       | Jakub Włodarczyk   | Daniel Kubiak       | Shaun Woodhouse     | [ 1 ] |
| 2001 | Findon      | Shaun Woodhouse    | Mike Morgans        | Daniel Ffrench      | [ 1 ] |
| 2003 | Częstochowa | Krzysztof Kowalski | Marcin Skowronek    | Maciej Ganczarek    | [ 1 ] |
| 2005 | Salisbury   | Joe Clarke         | Daniel Pike         | Nick Myhill         | [ 1 ] |
| 2007 | Poole       | Marcin Kołata      | Marek Żmuda         | Ross Priest         | [ 1 ] |
| 2009 | Findon      | Ross Priest        | Rob Fitzpatrick     | Faran Willis        | [ 1 ] |
| 2011 | Edenton     | Joel Chadwick      | Patryk Piechota     | Dan Chambers        | [ 1 ] |
| 2013 | Salisbury   | Bartosz Grabowski  | Arkadiusz Szymański | Łukasz Marchlewski  | [ 1 ] |
| 2015 | Wednesfield | Shane Bentley      | Michał Sassek       | Matt Hill           | [ 1 ] |
| 2017 | Findon      | Brandon Whetton    | Damian Pelaczyk     | Jack Norman         | [ 1 ] |
| 2019 | Leszno      | Marcel Krzykowski  | Lewis Brinkhoff     | Mikołaj Reszelewski | [ 1 ] |
| 2023 | Salisbury   | Kenzie Bennett     | Leon Penketh        | Paweł Szkudlarek    | [ 1 ] |

## Klasyfikacja medalowa

### Według zawodników
Stan po sezonie 2023
| Lp. | Zawodnik            | Państwo/Kraj | Lata      | Złoto | Srebro | Brąz | Razem |
| --- | ------------------- | ------------ | --------- | ----- | ------ | ---- | ----- |
| 1.  | Shaun Woodhouse     | Anglia       | 1999–2001 | 1     | –      | 1    | 2     |
| 1.  | Ross Priest         | Australia    | 2007–2009 | 1     | –      | 1    | 2     |
| 3.  | Andrew Jackson      | Anglia       | 1991      | 1     | –      | –    | 1     |
| 3.  | Shaun Ellis         | Anglia       | 1995      | 1     | –      | –    | 1     |
| 3.  | Gavin Wheeler       | Anglia       | 1997      | 1     | –      | –    | 1     |
| 3.  | Jakub Włodarczyk    | Polska       | 1999      | 1     | –      | –    | 1     |
| 3.  | Krzysztof Kowalski  | Polska       | 2003      | 1     | –      | –    | 1     |
| 3.  | Joe Clarke          | Australia    | 2005      | 1     | –      | –    | 1     |
| 3.  | Marcin Kołata       | Polska       | 2007      | 1     | –      | –    | 1     |
| 3.  | Joel Chadwick       | Australia    | 2011      | 1     | –      | –    | 1     |
| 3.  | Bartosz Grabowski   | Polska       | 2013      | 1     | –      | –    | 1     |
| 3.  | Shane Bentley       | Australia    | 2015      | 1     | –      | –    | 1     |
| 3.  | Brandon Whetton     | Anglia       | 2017      | 1     | –      | –    | 1     |
| 3.  | Marcel Krzykowski   | Polska       | 2019      | 1     | –      | –    | 1     |
| 3.  | Kenzie Bennett      | Anglia       | 2023      | 1     | –      | –    | 1     |
| 16. | Jamie Hall          | Anglia       | 1991      | –     | 1      | –    | 1     |
| 16. | Mike Share          | Anglia       | 1995      | –     | 1      | –    | 1     |
| 16. | David Dissel        | Australia    | 1997      | –     | 1      | –    | 1     |
| 16. | Daniel Kubiak       | Polska       | 1999      | –     | 1      | –    | 1     |
| 16. | Mike Morgans        | Anglia       | 2001      | –     | 1      | –    | 1     |
| 16. | Marcin Skowronek    | Polska       | 2003      | –     | 1      | –    | 1     |
| 16. | Daniel Pike         | Anglia       | 2005      | –     | 1      | –    | 1     |
| 16. | Marek Żmuda         | Polska       | 2007      | –     | 1      | –    | 1     |
| 16. | Rob Fitzpatrick     | Australia    | 2009      | –     | 1      | –    | 1     |
| 16. | Patryk Piechota     | Polska       | 2011      | –     | 1      | –    | 1     |
| 16. | Arkadiusz Szymański | Polska       | 2013      | –     | 1      | –    | 1     |
| 16. | Michał Sassek       | Polska       | 2015      | –     | 1      | –    | 1     |
| 16. | Damian Pelaczyk     | Polska       | 2017      | –     | 1      | –    | 1     |
| 16. | Lewis Brinkhoff     | Anglia       | 2019      | –     | 1      | –    | 1     |
| 16. | Leon Penketh        | Anglia       | 2023      | –     | 1      | –    | 1     |
| 31. | Chris Gregory       | Anglia       | 1991      | –     | –      | 1    | 1     |
| 31. | Matthew Gentle      | Australia    | 1995      | –     | –      | 1    | 1     |
| 31. | Tomasz Walkowiak    | Polska       | 1997      | –     | –      | 1    | 1     |
| 31. | Daniel Ffrench      | Australia    | 2001      | –     | –      | 1    | 1     |
| 31. | Maciej Ganczarek    | Polska       | 2003      | –     | –      | 1    | 1     |
| 31. | Nick Myhill         | Anglia       | 2005      | –     | –      | 1    | 1     |
| 31. | Faran Willis        | Australia    | 2009      | –     | –      | 1    | 1     |
| 31. | Dan Chambers        | Anglia       | 2011      | –     | –      | 1    | 1     |
| 31. | Łukasz Marchlewski  | Polska       | 2013      | –     | –      | 1    | 1     |
| 31. | Matt Hill           | Anglia       | 2015      | –     | –      | 1    | 1     |
| 31. | Jack Norman         | Australia    | 2017      | –     | –      | 1    | 1     |
| 31. | Mikołaj Reszelewski | Polska       | 2019      | –     | –      | 1    | 1     |
| 31. | Paweł Szkudlarek    | Polska       | 2023      | –     | –      | 1    | 1     |

### Według państw/krajów
Stan po sezonie 2023
| Lp. | Państwo/Kraj | Złoto | Srebro | Brąz | Razem |
| --- | ------------ | ----- | ------ | ---- | ----- |
| 1.  | Anglia       | 6     | 6      | 5    | 17    |
| 2.  | Polska       | 5     | 7      | 5    | 17    |
| 3.  | Australia    | 4     | 2      | 5    | 11    |